# The Ring (pel·lícula de 2002)
The Ring és una pel·lícula de terror estatunidenca de l'any 2002 i constituïx un remake de la pel·lícula de terror japonesa Ringu (1998). Va ser dirigida per Gore Verbinski, escrita per Ehren Kruger i els principals papers estan interpretats per Naomi Watts i Martin Henderson.
La pel·lícula està basada en la novel·la de l'escriptor japonès Kôji Suzuki. Va constituir un important èxit comercial recaptant tan sols en els cinemes estatunidencs una xifra pròxima als 130 milions de dòlars. També va suposar l'arribada al gran públic europeu i nord-americà d'altres pel·lícules de terror japoneses.
Hi ha una continuació: The ring 2, estrenada als Estats Units el 18 de març de 2005 i dirigida per Hideo Nakata, el director original del film japonès Ringu.

## Argument
La pel·lícula gira entorn d'una cinta de vídeo de possible origen sobrenatural que fa que les persones que la vegen moren de forma grotesca set dies després de veure-la. La cinta està relacionada amb una xiqueta, filla d'Anna Morgan, que al nàixer va començar a ocasionar desgràcies sense precedents en la seua illa natal. Sa mare, en un intent desesperat d'acabar amb eixa situació, va tirar la seua filla a un pou per a suïcidar-se poc després. Sobre el pou, el marit d'Anna va construir un far.

## Repartiment
- Naomi Watts: Rachel
- Martin Henderson: Noah
- David Dorfman: Aidan
- Brian Cox: Richard Morgan
- Jane Alexander: Dra. Grasnik
- Lindsay Frost: Ruth
- Amber Tamblyn: Katie
- Rachael Bella: Becca
- Daveigh Chase: Samara
- Shannon Cochran: Anna Morgan
- Sandra Thigpen: professora
- Adam Brody

## Nota
El títol en anglès (The Ring) té diversos significats; el més usual és "anell", "cèrcol", "argolla", però també significa "rodejar", "campaneig", i "crida" (per onomatopeia, per exemple la crida d'un telèfon). Aquest significat és el mateix que el de la paraula japonesa ringu, ja que l'idioma japonès ha pres la paraula "ring" com un préstec lingüístic. D'altra banda, la pel·lícula no ha estat doblada al català.